# Rocanroles sin destino
Rocanroles sin destino es el tercer álbum de estudio del grupo musical argentino Callejeros, fue lanzado el viernes 24 de noviembre de 2004 bajo el sello discográfico Pelo Music.

## Contexto
Entre finales de 2003 y mediados de 2004, Callejeros, alcanzó su pico máximo de popularidad, con localidades agotadas en los sitios en los que se presentaban, se encontraban en la antesala de su tercer álbum de estudio, venían de hacer shows en Cemento, su primer presentación en el Cosquín Rock y dos conciertos en el Estadio Obras Sanitarias en condición de sold-out.

## Lanzamiento y presentación
El álbum fue lanzado el 24 de noviembre de 2004 en las disquerías de todo Argentina, y presentado los días viernes 26 y sábado 27 de ese mes en la Plaza de la Música (anteriormente Vieja Usina) con localidades agotadas. En Buenos Aires, el disco fue presentado en el Estadio de Excursionistas el 18 de diciembre, frente a más de 18 mil personas es condición de sold-out.

## Recepción
El disco fue el más exitoso de la banda a nivel comercial con más de 40 mil ventas certificadas. El éxito en las calles del disco también provocó que la banda pase de convocar cientos de personas a miles de fanáticos. En 2021, fue el disco argentino más escuchado a nivel global en Spotify, superando a álbumes de artistas en auge de esa época como Duki o María Becerra.

## Lista de canciones
| N.º | Título                               | Duración |  |
| 1.  | «Distinto»                           | 3:14     |  |
| 2.  | «Sé que no sé»                       | 4:25     |  |
| 3.  | «Sería una pena»                     | 5:19     |  |
| 4.  | «Algo peor, algo mejor»              | 3:50     |  |
| 5.  | «Rebelde, agitador y revolucionario» | 3:18     |  |
| 6.  | «Un lugar perfecto»                  | 2:56     |  |
| 7.  | «Todo eso»                           | 4:03     |  |
| 8.  | «Prohibido»                          | 3:26     |  |
| 9.  | «Tan perfecto que asusta»            | 4:35     |  |
| 10. | «Tratando de olvidar»                | 2:55     |  |
| 11. | «Rocanroles sin destino»             | 4:01     |  |
| 12. | «La llave»                           | 3:43     |  |
| 13. | «Parte menor»                        | 2:55     |  |
| 14. | «Canciones y almas»                  | 2:48     |  |

- Todos los temas fueron compuestos por:
- Letra: Rogelio Santos / Música: Rogelio Santos, Maximiliano Djerfy; excepto «Tratando de olvidar» compuesto por Elio Delgado.

## Músicos invitados
- Gabriel Conte: Percusión.
- Hugo Lobo: Trompeta en las canciones: 2, 8, 13 y 14.
- Sergio Colombo: Saxo en las canciones: 2, 8, 13 y 14.
- Maximiliano Djerfy: Bajo en la canción 6.